# Gebrüder Meili
Die Brüder Martin Meili (Arzt, * 1952), Marcel Meili (Architekt, Mitinhaber des Büros Meili, Peter & Partner AG, * 1953; † 18. März 2019) und Daniel Meili (Psychiater, * 1956) gründen im Jahr 2006 die Firma Datuma, ein neuartiges Modell zur Unterstützung soziokultureller Projekte.

## Leben
Die drei Brüder sind in Küsnacht geboren und aufgewachsen, heute leben alle drei in den Zürcher Stadtkreisen 4 und 5.
Martin Meili war Allgemeinmediziner mit eigener Praxis in Zürich.
Daniel Meili ist ehemaliger Chefarzt von ARUD Zürich (Arbeitsgemeinschaft für risikoarmen Umgang mit Drogen). Er war maßgeblich am Aufbau der Heroinabgabe- und Methadonprogramme beteiligt.
Marcel Meili war Architekt und Mitinhaber des Büros Meili, Peter & Partner AG. Meili war u. a. Dozent an der Höheren Schule für Gestaltung Zürich sowie zweimal Gastdozent an Harvard-Universität. Ab 1999 war er Professor für Architektur im ETH Studio Basel.
Ihr Vater, Ernst Meili, erfand 1941 den automatischen Feuermelder und kam mit seiner Firma Cerberus zu großem Vermögen. Die Firma Datuma der Gebrüder Meili geht aus dieser Erbschaft hervor.
„Wir hatten alle unsere eigenen Berufe und uns ökonomische Unabhängigkeit erarbeitet. Wir hatten keine partikularen Interessen an dieser Erbschaft, keine Ansprüche, unseren Lebensstandard zu verändern – und dies hat es uns möglich gemacht, dieses Kapital anders anzuschauen.“ – Daniel Meili

## Datuma, AG für Projekte
Datuma ist eine Aktiengesellschaft für Projekte (Datwoma AG). Die Firma ist ein schweizweit einzigartiges Beispiel für den Aufbau kultureller und sozialer Projekte, indem Beratungen sowie Darlehen und Beteiligungen zu flexiblen Bedingungen gewährt werden, mit dem Minimalziel der Eigenwirtschaftlichkeit. Datuma interessiert sich für Projekte in den Bereichen Energie, Wasser & Ressourcen, Gesundheit und Kultur.
Einige der unterstützen Projekte haben landesweit für Furore gesorgt, in dem sie gesellschaftlich relevante Themen aufgreifen wie beispielsweise Agent-Provocateur, eine Kampagne für Videoclips. Die von Datuma unterstützten Projekte Scheidegger & Spiess, Park Books, die Kinos Riff Raff, Bourbaki, Houdini und Cinema Sil Plaz prägen die schweizerische Kulturlandschaft nachhaltig.
Projekte
- Republik, unabhängiges Online-Magazin
- Edition Unik
- Kinos Riff Raff, Bourbaki und Houdini
- Verlage Scheidegger & Spiess, Park Books, Kein & Aber
- Cinema Sil Plaz, Schweiz, abgeschlossen
- Hugofilm, Schweiz, abgeschlossen
- Agent-Provocateur, Kampagne für Videoclips mit Publikation, 2004–2008
- Wohn- und Geschäftshaus Zypressenstrasse, Zürich (unkonventioneller Umbau einer alten Fabrik, Mischnutzung von Wohn- und Arbeitszwecken), 1993, abgeschlossen
- Hotel Rothaus, Zürich, abgeschlossen

Sowie mehrere Projekte in den Bereichen Energie & Ressourcen und Gesundheit, z. B. Climeworks, ALGAE, MedTechTrade, Phytoceuticals.

## Sonstiges
Die Gebrüder Meili unterstützten die Pro-Kampagne der Erbschaftssteuer-Initiative sowie die Operation Libero.